# Stichopogon aedon
Stichopogon aedon är en tvåvingeart som först beskrevs av Walker 1849.  Stichopogon aedon ingår i släktet Stichopogon och familjen rovflugor.
Artens utbredningsområde är Venezuela. Inga underarter finns listade i Catalogue of Life.